# Panorama (gebouw)
Een panorama is een gebouw dat specifiek is ontworpen voor het tentoonstellen van panoramaschilderijen. Panorama's waren voornamelijk populair in de negentiende eeuw.

## Eerste in zijn soort
Het eerste voorbeeld ervan werd gerealiseerd rond 1790 in Edinburgh (Schotland) door Robert Barker. Deze bedacht de term panorama voor zijn schilderijen van Edinburgh (1792) die hij op een cilindervormig oppervlak tentoonstelde in Londen als "The Panorama". Een jaar later verhuisde Barker zijn panorama's naar het eerste speciaal hiervoor ontworpen gebouw op Leicester Square in Londen. Vanaf 1793 zou Barker er verschillende panorama's tentoonstellen en er groot geld mee verdienen. Na het panorama van Edinburgh stelde hij er onder meer Londen vanaf het dak van de Albion Mills tentoon.

## Andere voorbeelden

### Neue Panorama (1882)
Deze speciaal daartoe gebouwde rotonde bevond zich in het Praterpark in Wenen. Het eerste schilderij dat er werd tentoongesteld was het panorama Caïro en de oevers van de Nijl van Émile Wauters.

### Nederland
- Panoramagebouw aan de Plantage Middenlaan (1880), Amsterdam
- Panorama Mesdag (1881), Den Haag
- Panorama Bezuidenhout (of Panorama Wauters) (1881), Den Haag

### Brussel

#### Panorama Castellani (1879)
Het Panorama Castellani bevond zich aan de Lemonnierlaan in Brussel en werd gebouwd in 1879. Het eerste schilderij dat er werd tentoongesteld was het vandaag verdwenen Panorama van de Slag bij Waterloo van Charles Castellani. Caïro en de oevers van de Nijl van Émile Wauters werd er in 1886 ook tijdelijk tentoongesteld. Vandaag is het gebouw een parkeergebouw, waar de ronde koepelstructuur nog te herkennen is.

#### Grote Moskee (1897)
Graaf Louis Cavens liet aan het einde van de negentiende eeuw een paviljoen bouwen in het Brusselse Jubelpark voor het schilderij Caïro en de oevers van de Nijl van de Belgische schilder Émile Wauters (1846-1933) dat hij in 1895 kocht en aan de Belgische Staat schonk. Het gebouw werd ontworpen door architect Ernest van Humbeeck (1839-1907). Het gebouw opent in 1897 en was een van de publiekstrekkers op de Wereldtentoonstelling van 1897 in het Jubelpark. Het gebouw is nu de Grote Moskee van Brussel.

## Galerij

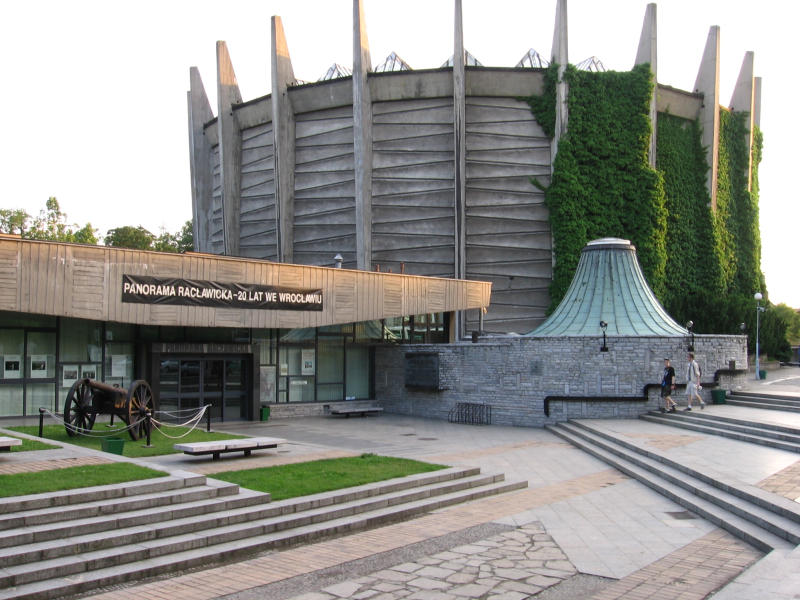
Raclawickie
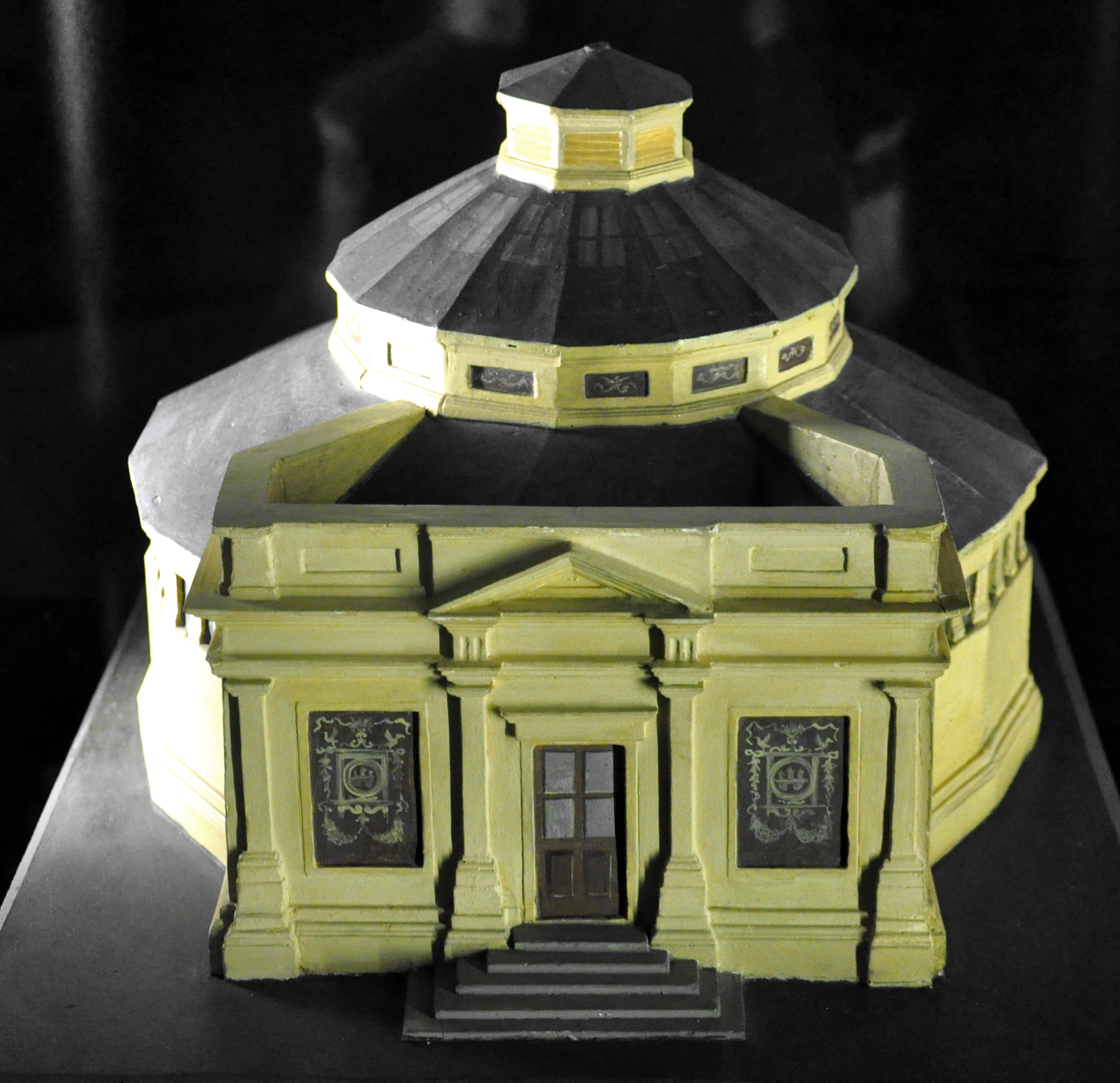
Salzburg
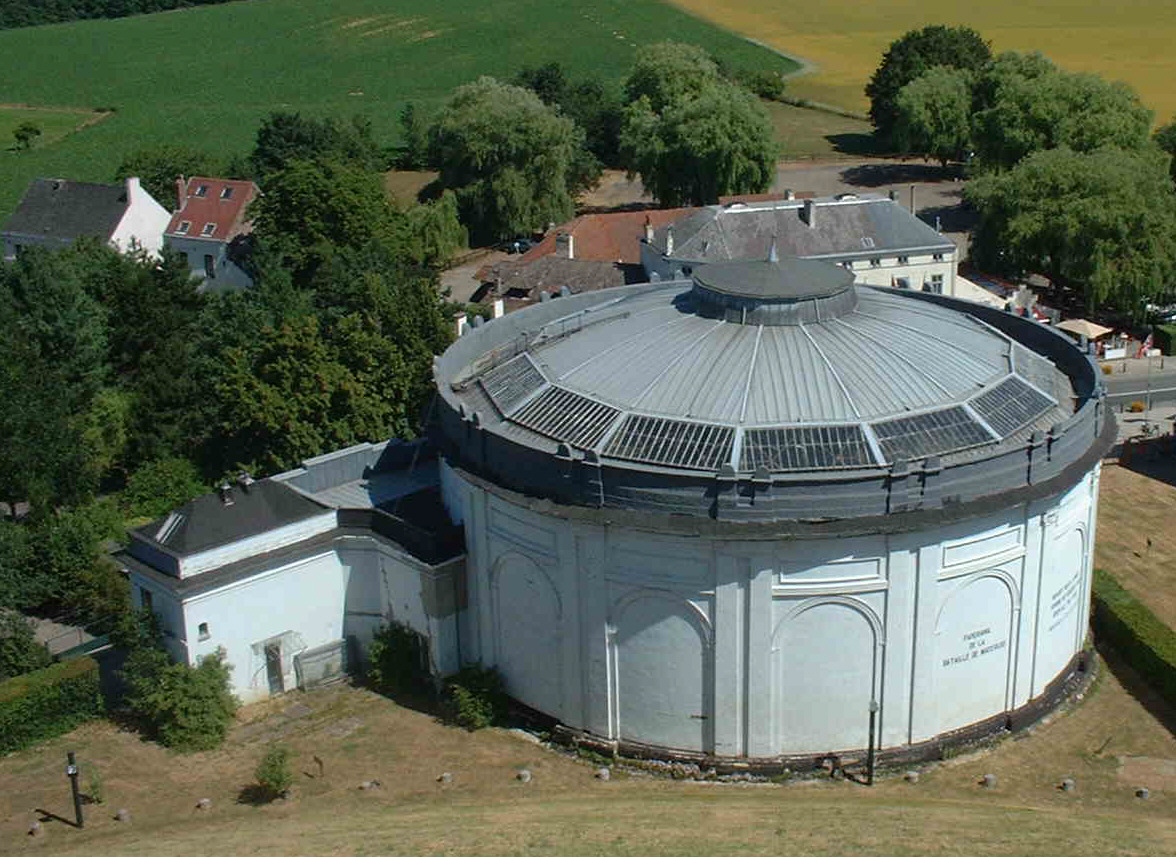
Waterloo
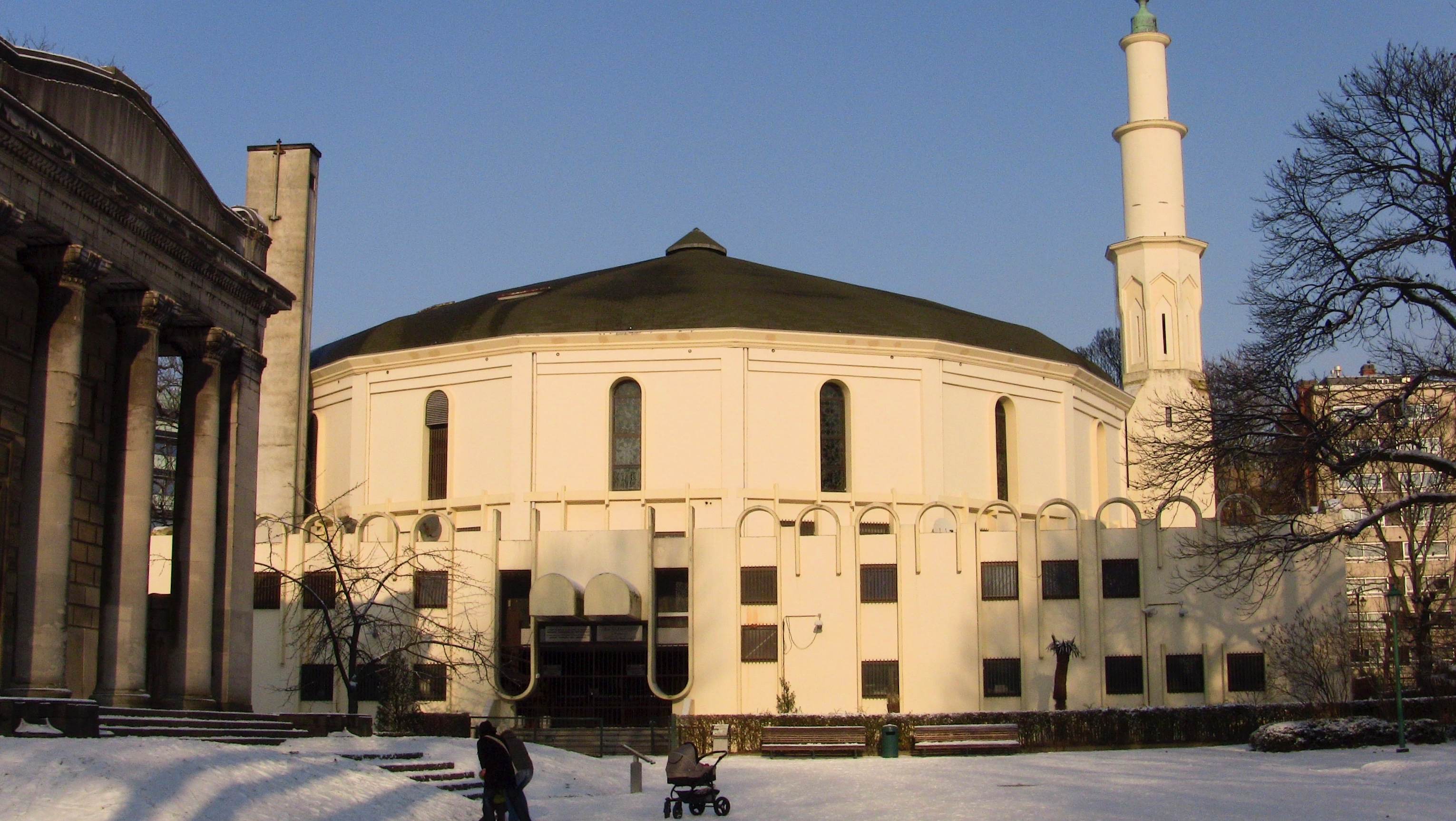
Grote Moskee van Brussel
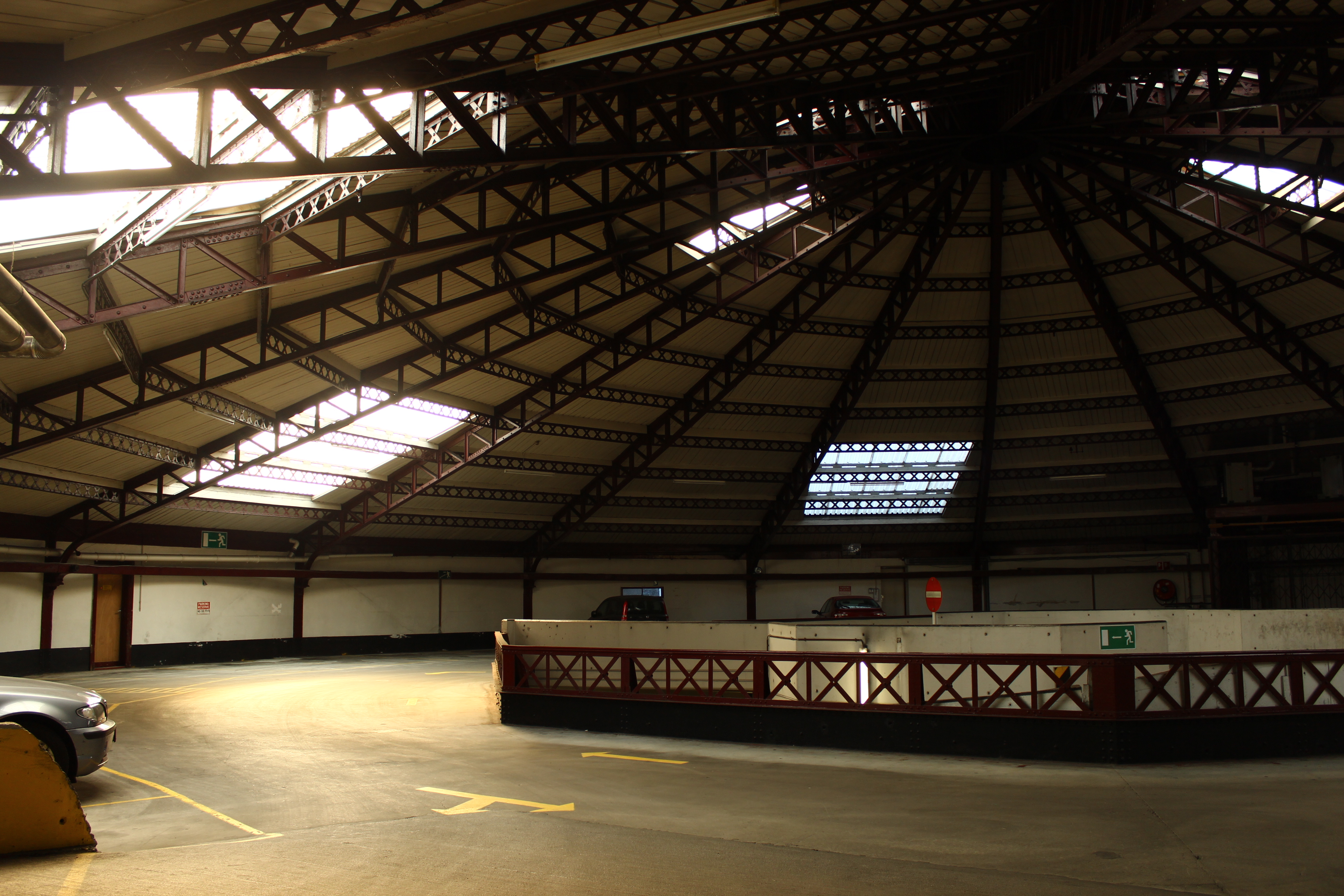
Rotonde Castellani
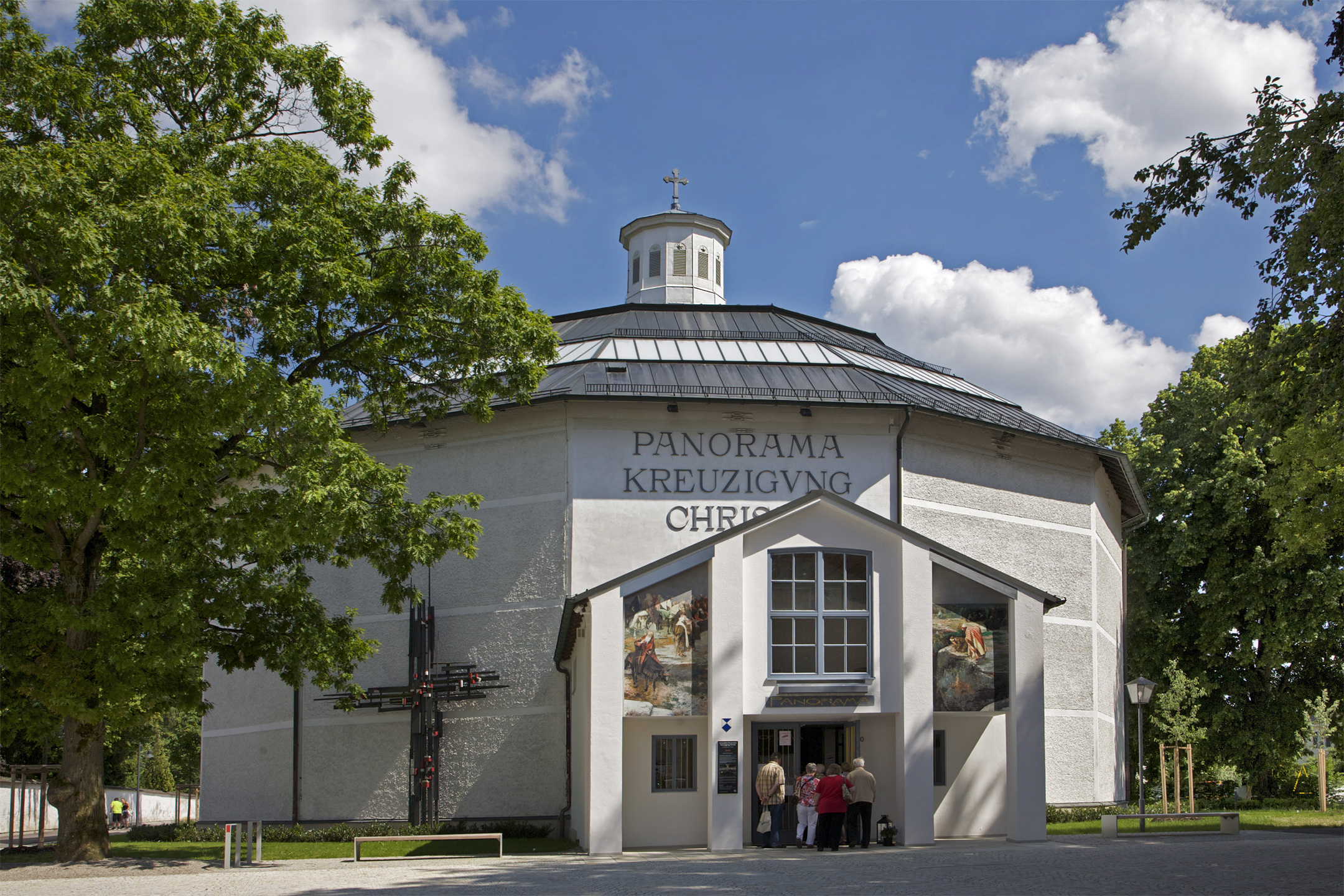
Altötting (Beieren)
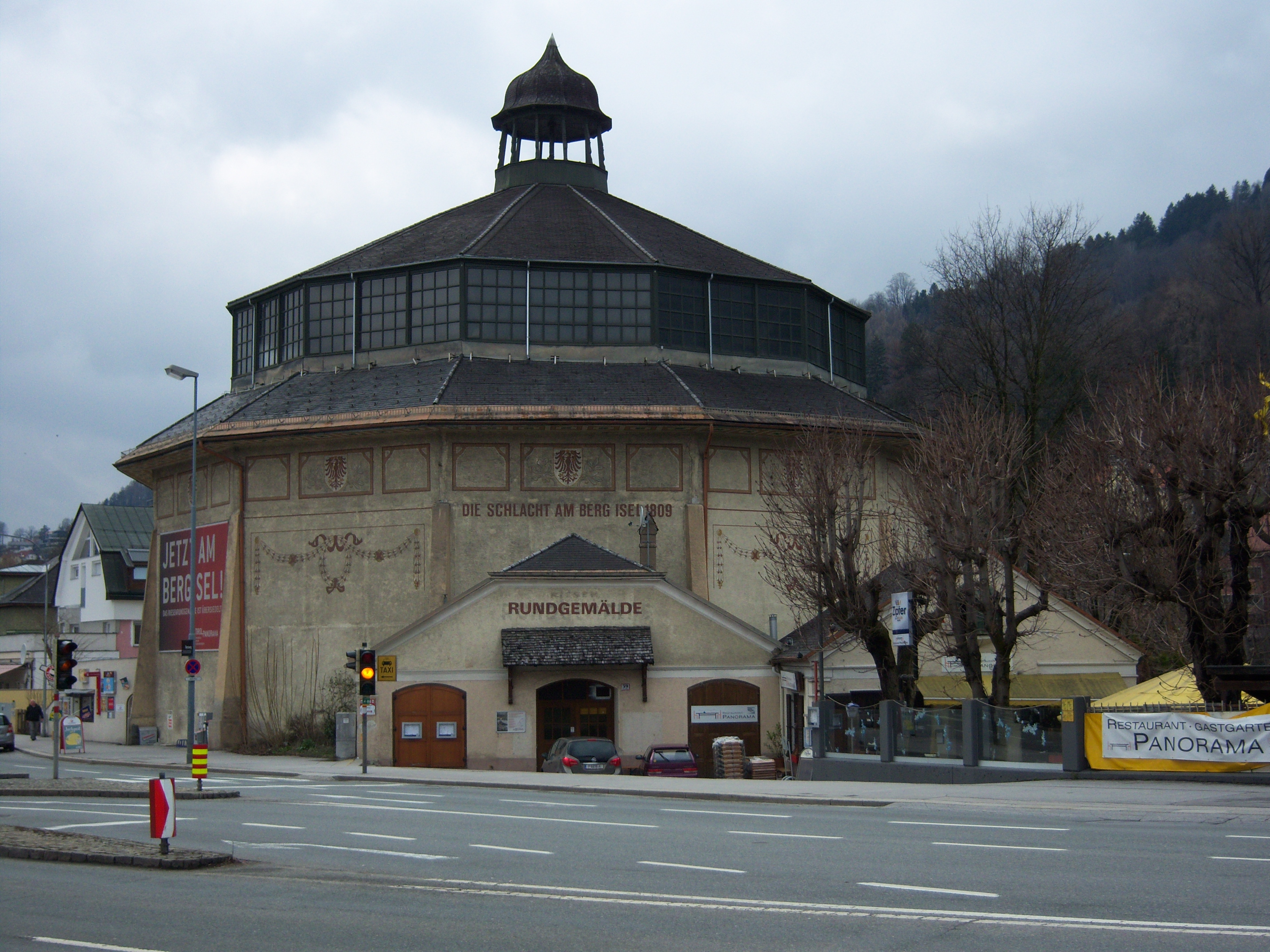
Innsbruck (tot 2010, nu Bergisel)
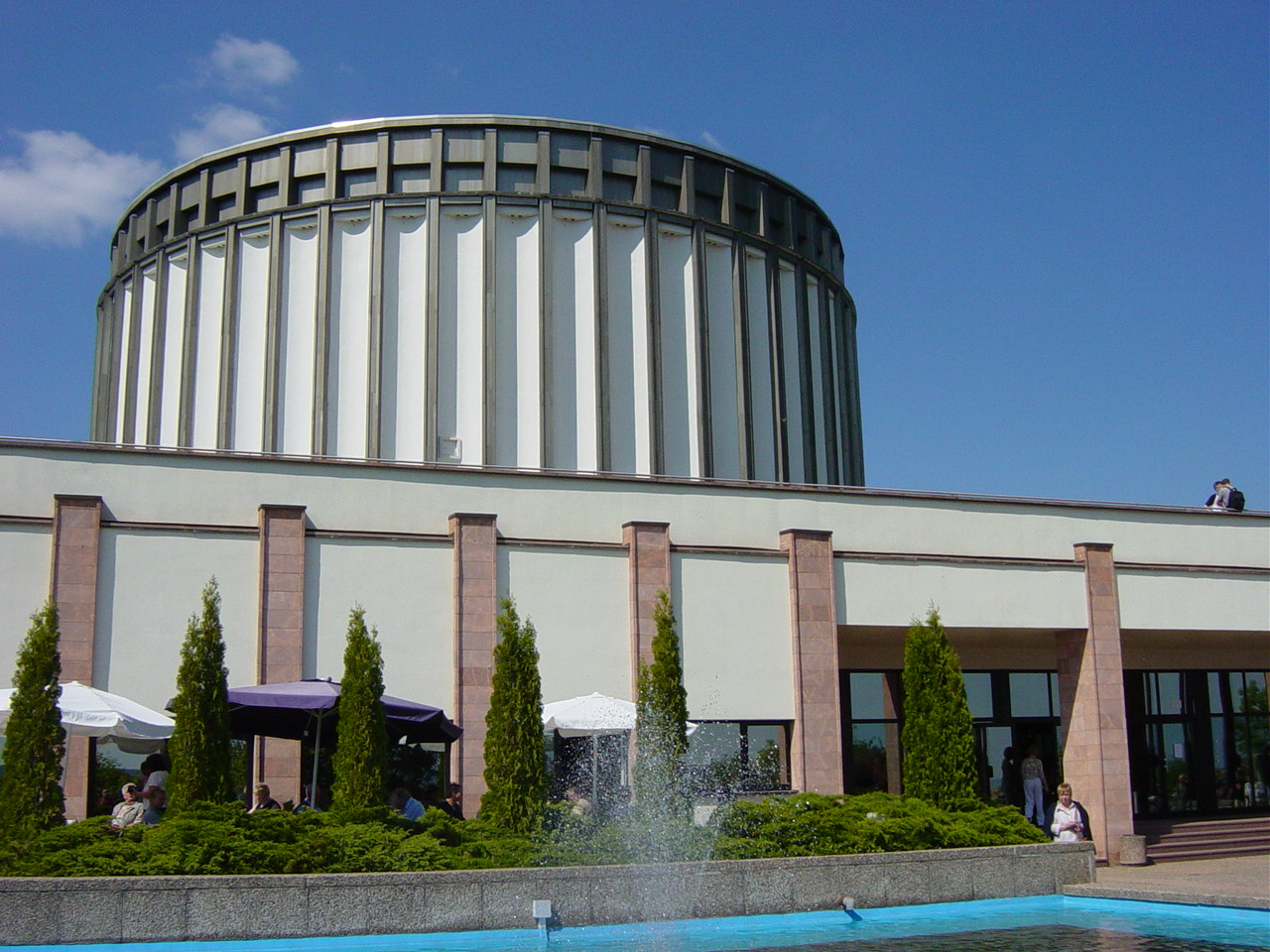
Bad Frankenhausen
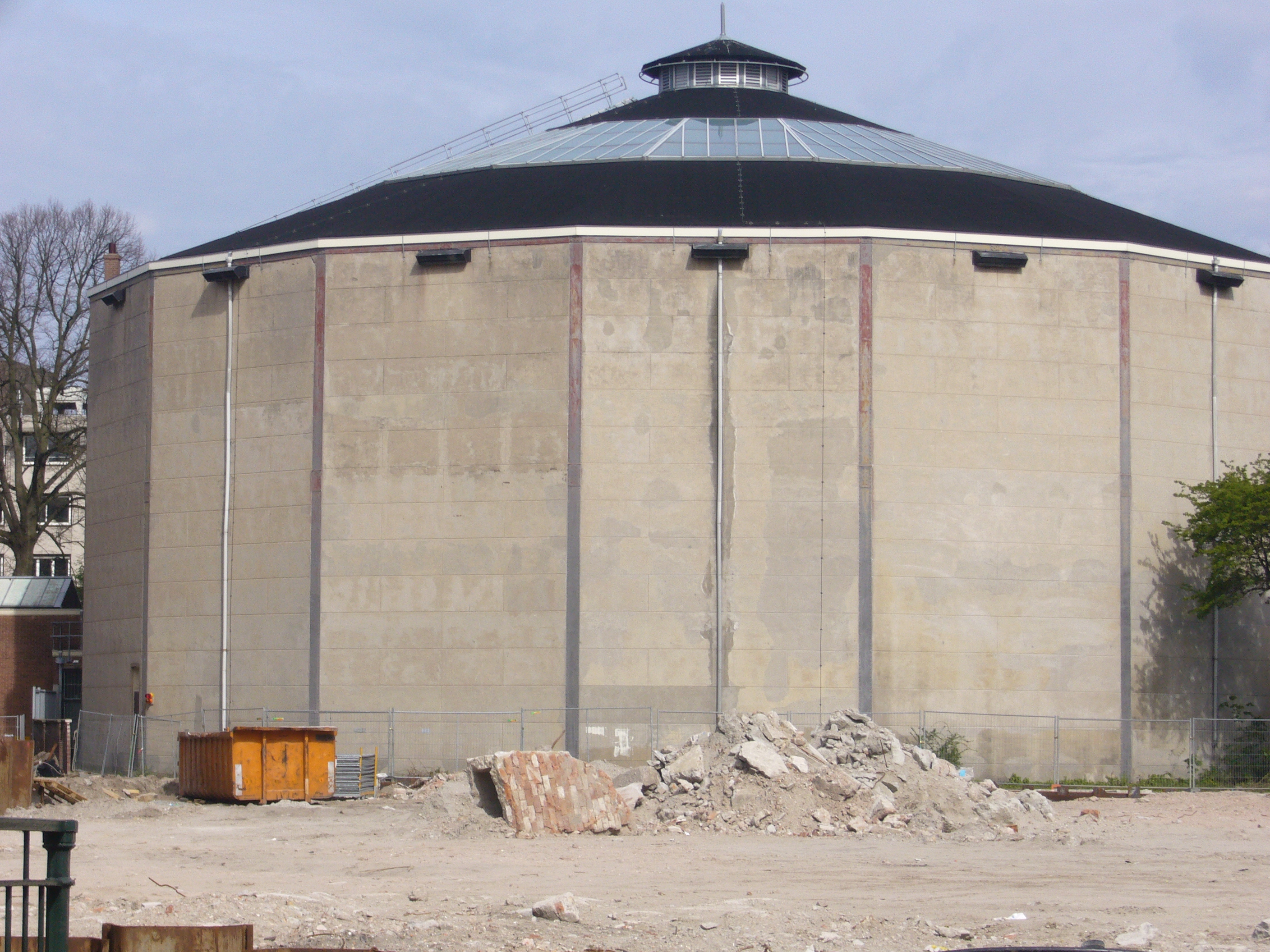
Den Haag
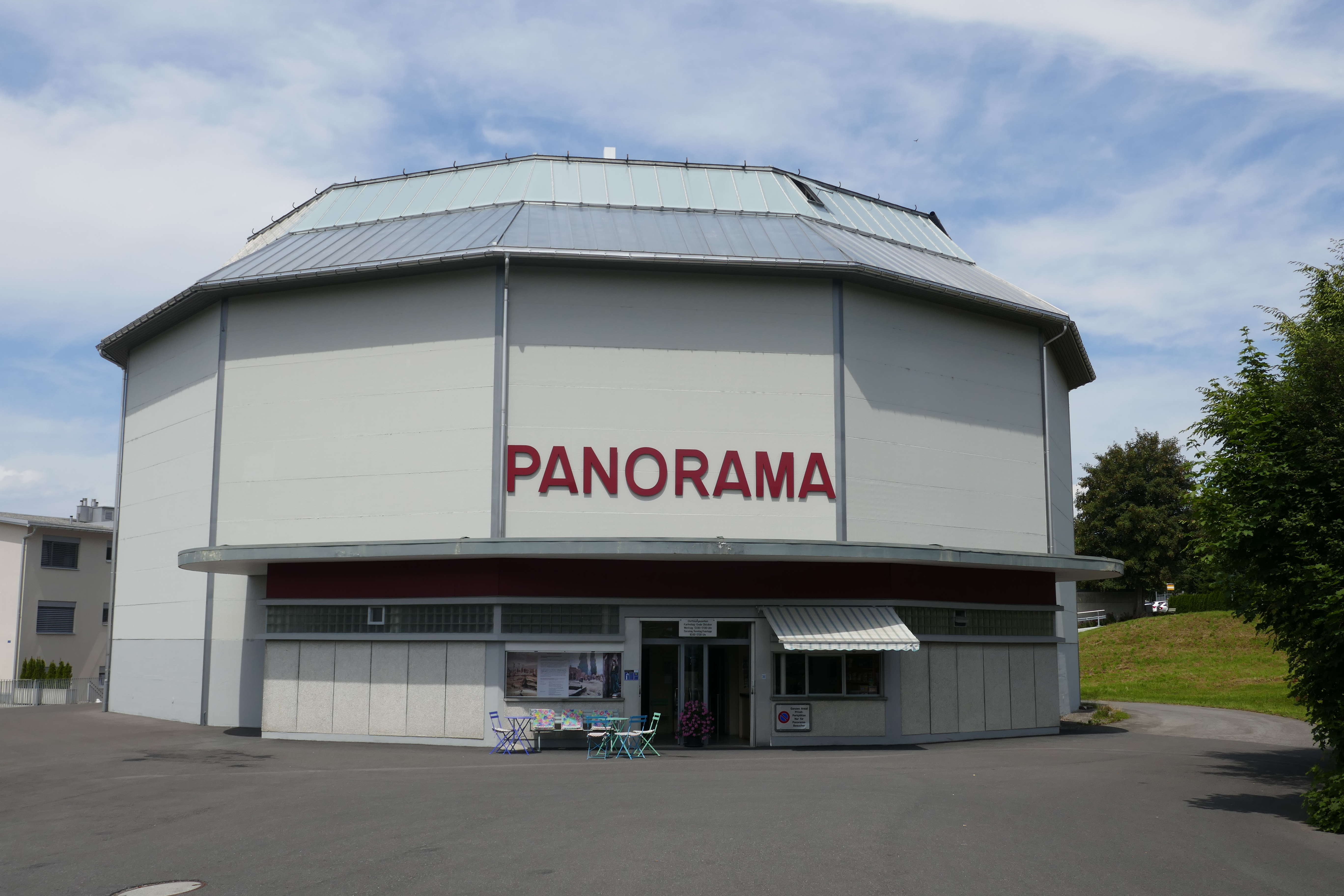
Einsiedeln
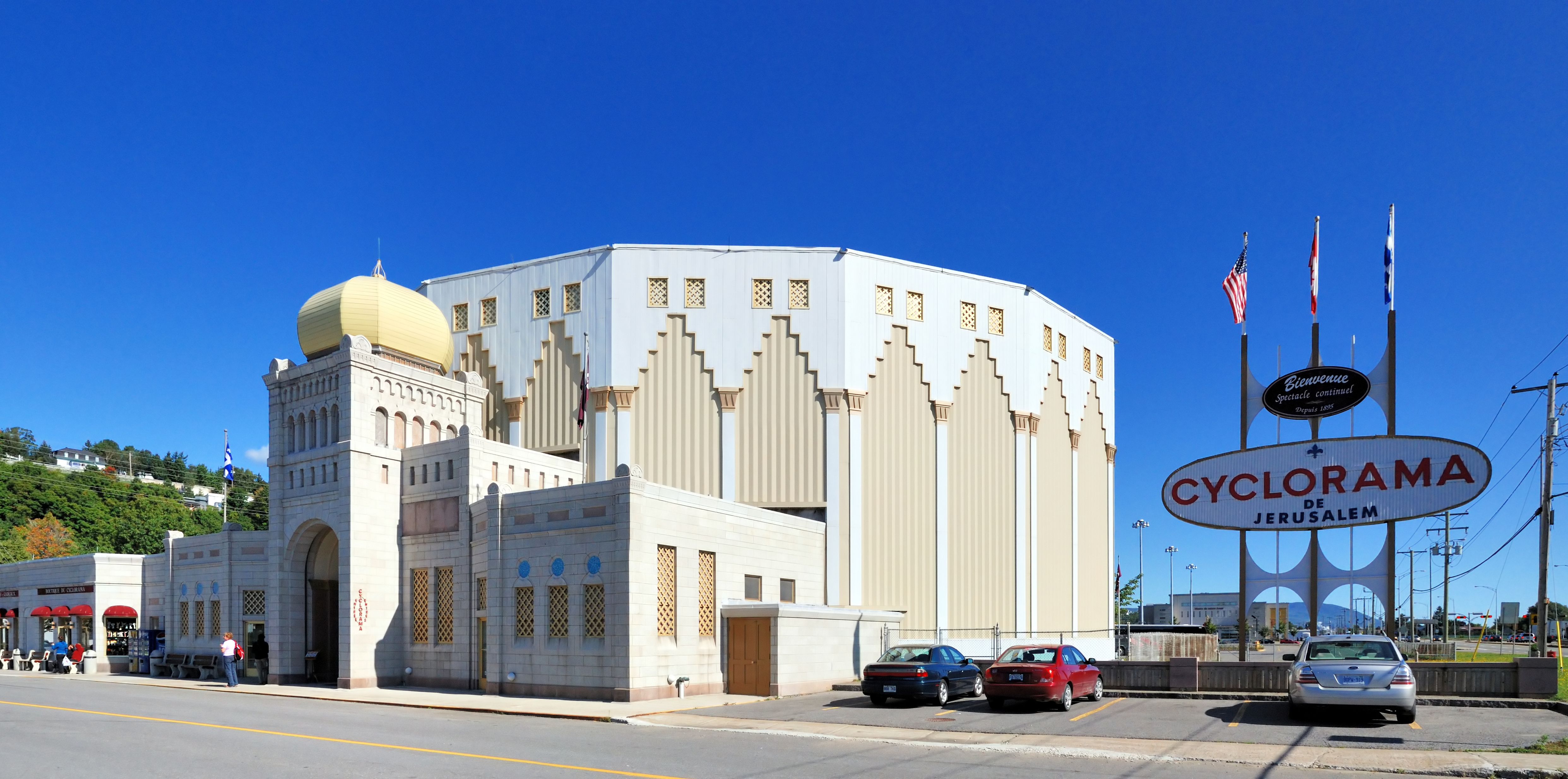
Sainte-Anne-de-Beaupré
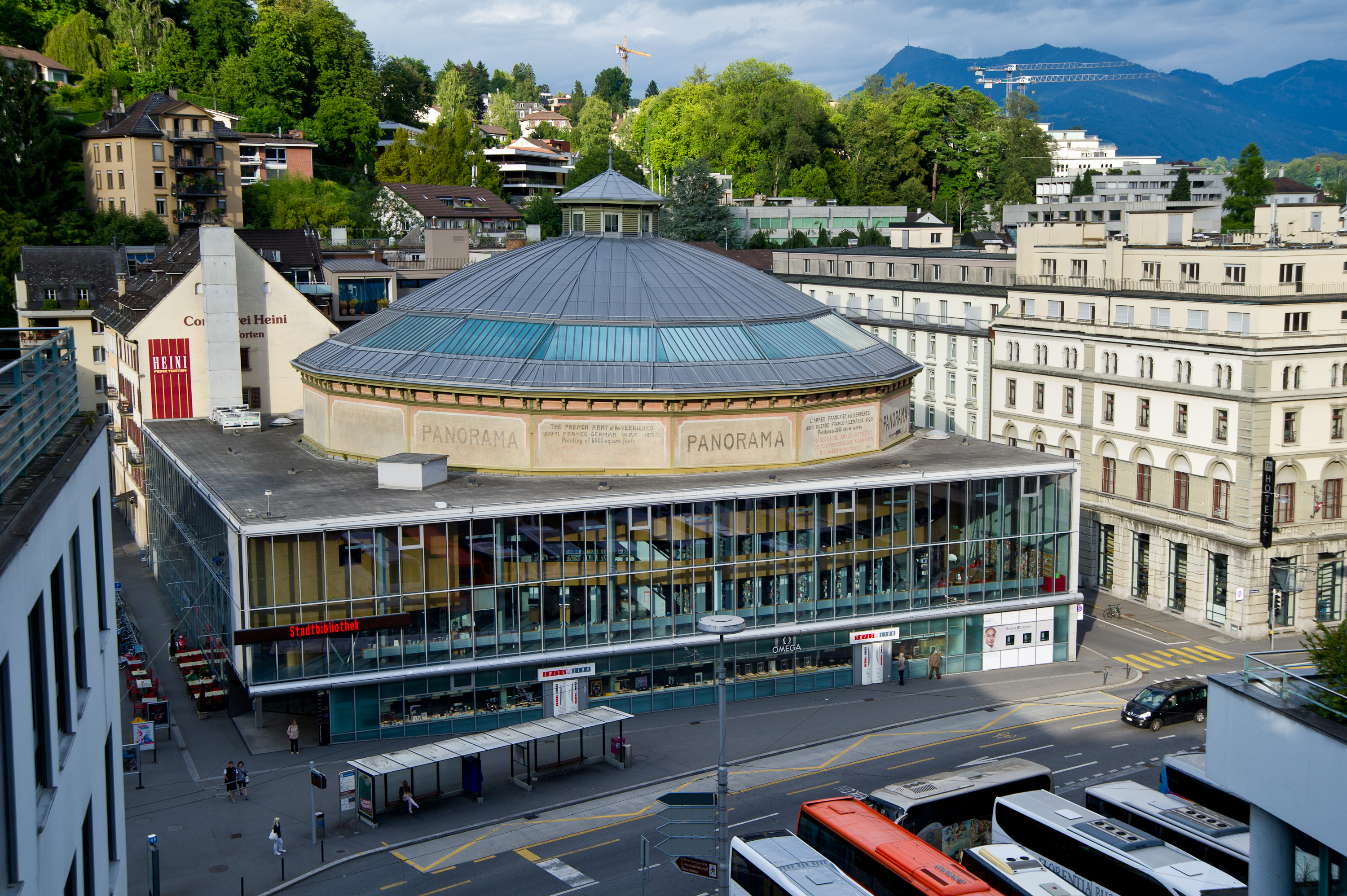
Luzern
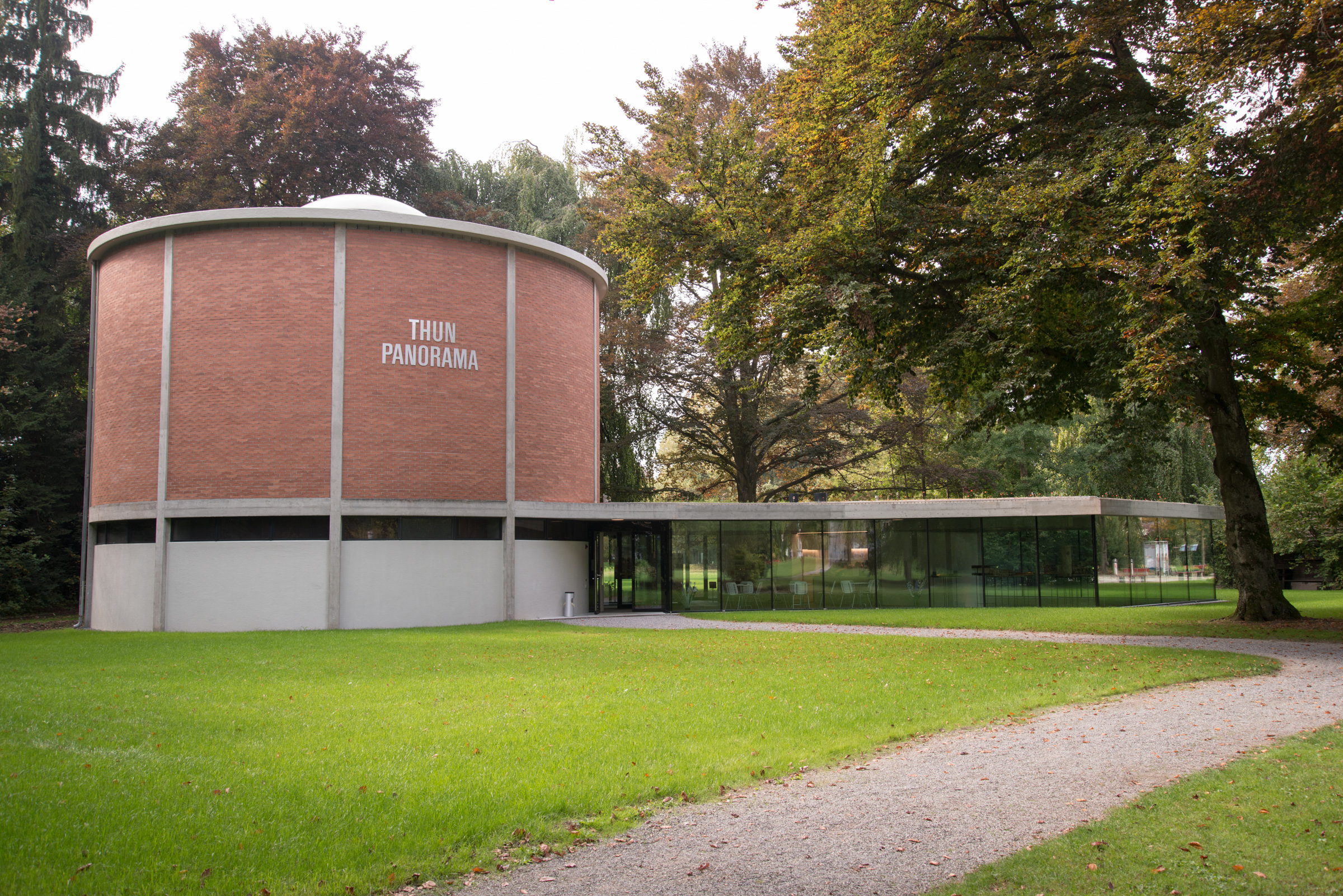
Thun